# ウィンター・ソング
『ウィンター・ソング』（原題：如果・愛、英語題：Perhaps Love）は、2005年に制作された香港映画。現在・過去・劇中劇が交錯するラブストーリーで、ミュージカル映画である。

## ストーリー
ミュージカル映画を撮影する上海のスタジオで再会した俳優の林見東（リン・ジェントン）と孫納（スン・ナー）。かつて２人は貧しい中で愛を育んだ関係だった。だが彼女は女優となる夢をかなえるために、彼の前から姿を消した。それ以来10年の月日が流れ、林見東はずっと彼女への思いを断ち切れずに苦しんできたのだった。孫納は撮影している映画の監督・聶文（ニエ・ウェン）と深い仲になっていたが、その映画のラブ・ストーリーが2人の関係と重なり、彼らの心を揺り動かしていく……。

## キャスト
| 役名                       | 俳優                   | 日本語吹替   |
| -------------------------- | ---------------------- | ------------ |
| 林見東（リン・ジェントン） | 金城武                 | 桐本琢也     |
| 孫納（スン・ナー）         | 周迅（ジョウ・シュン） | 八十川真由野 |
| 聶文（ニエ・ウェン）       | ジャッキー・チュン     | 咲野俊介     |
| 天使                       | チ・ジニ               | 井上倫宏     |
| プロデューサー             | エリック・ツァン       |              |
| リンのマネージャー         | サンドラ・ン           |              |

## スタッフ
- 監督：ピーター・チャン
- 製作：アンドレ・モーガン、ピーター・チャン
- 脚本：オウブレイ・ラム、レイモンド・トー
- 撮影：ピーター・パウ、クリストファー・ドイル
- 美術：イー・チュンマン
- 音楽：ピーター・カム、レオン・コー
- 振付：ファラー・カーン